# Alberich
Œuvres principales
- La Chanson des Nibelungen, vers 1204
- L'Anneau du Nibelung, 1876

Alberich est un sorcier légendaire, issu de la mythologie germanique ou des histoires épiques franques de la dynastie mérovingienne (Ve ou VIIIe siècle), dont le nom signifie « roi des elfes » (elbe, « elfes », reix, « roi »). Il est aussi appelé le roi des nains.
Dans la Chanson des Nibelungen, une épopée médiévale en moyen haut-allemand, c'est le nain qui veille sur le trésor des Nibelungen, mais il est renversé par Siegfried.[réf. nécessaire]

## Personnages dérivés
Les personnages suivants dérivent lors des siècles suivants du concept d'Alberich, roi des elfes et des  nains :
- Obéron - traduction française du nom Alberich (il est le « roi des fées » dans les textes français et anglais).
- Elegast/Elbegast/Alegast - fantôme elfe, esprit elfe (traductions néerlandaise, allemande, et scandinave du nom)

## Postérité

### Wagner
Dans L'Anneau du Nibelung, le cycle de quatre opéras de Wagner, Alberich est un nain, chef des Nibelungen, et gardien du « trésor du Rhin ». L'Alberich de Wagner est un personnage composite, principalement issu de La Chanson des Nibelungen, mais aussi du Andvari de la mythologie nordique.

### Dispositif Alberich
Le personnage mythologique Alberich avait fabriqué une cape d'invisibilité (un manteau rendant invisible son porteur). Pour cette raison, Alberich a servi de nom à un dispositif destiné à rendre invisibles à l'Asdic les sous-marins allemands via des tuiles anéchoïques, utilisées à partir de 1944.

### Autres
Un glacier de l'Antarctique, le glacier Alberich (en), porte son nom.